# Heterolaophonte discophora
Heterolaophonte discophora är en kräftdjursart som först beskrevs av Willey 1929.  Heterolaophonte discophora ingår i släktet Heterolaophonte och familjen Laophontidae. Inga underarter finns listade i Catalogue of Life.